# Carbonato di bario
Il carbonato di bario è il sale di bario dell'acido carbonico, avente formula BaCO3. Come la maggior parte dei carbonati di metalli alcalino terrosi, si presenta come polvere bianca poco solubile in acqua. In natura è presente come minerale piuttosto raro, noto come witherite. Da un punto di vista commerciale, è uno dei più importanti composti di bario.

## Preparazione
Il carbonato di bario è prodotto commercialmente da solfuro di bario (BaS) trattato con carbonato di sodio (Na2CO3) a 60-70 °C (metodo con carbonato di sodio) o, più comunemente anidride carbonica (CO2) a 40-90 °C:
{\displaystyle {\ce {BaS\ +\ H2O\ +\ CO2->BaCO3\ +\ H2S}}}

## Reazioni
In laboratorio il carbonato di bario viene preparato tramite la seguente reazione:
{\displaystyle {\ce {BaCl2\ +\ Na2CO3->BaCO3\ +\ 2NaCl}}}
Il carbonato di bario reagisce con acidi come l'acido cloridrico (HCl) per formare sali di bario solubili, come il cloruro di bario (BaCl2):
{\displaystyle {\ce {BaCO3\ +\ 2HCl->BaCl2\ +\ CO2\ +\ H2O}}}
La pirolisi del carbonato di bario produce ossido di bario (BaO).
La reazione tra l'acido acetico e il carbonato di bario produce l'acetato di bario.

## Usi
Viene utilizzato principalmente per rimuovere le impurità di solfato dalla materia prima del processo cloro-alcali. Altrimenti è un precursore comune di composti contenenti bario come le ferriti.

### Altri usi
Il carbonato di bario è ampiamente utilizzato nell'industria della ceramica come ingrediente negli smalti. Agisce come un fondente, un agente opacizzante e cristallizzante e si combina con alcuni ossidi coloranti per produrre colori unici non facilmente ottenibili con altri mezzi. Il suo uso è alquanto controverso poiché alcuni affermano che possa filtrare dagli smalti in cibi e bevande. Per fornire un mezzo di utilizzo sicuro, l'ossido di bario viene spesso utilizzato in forma fritta.
Nell'industria dei laterizi, delle piastrelle, della terracotta e della ceramica, il carbonato di bario viene aggiunto alle argille per precipitare i sali solubili (solfato di calcio e solfato di magnesio) che causano efflorescenze.